# Kokon: Powrót
Kokon: Powrót (ang. Cocoon: The Return) – amerykańska komedia science fiction z 1988 roku w reżyserii Daniela Petriego. Kontynuacja popularniej komedii Kokon (1985). W polskiej telewizji film był również emitowany pod tytułem Kokon 2.

## Obsada
- Wilford Brimley – Benjamin „Ben” Luckett
- Don Ameche – Arthur „Art” Selwyn
- Hume Cronyn – Joseph „Joe” Finley
- Jack Gilford – Bernard „Bernie” Lefkowitz
- Maureen Stapleton – Marilyn „Mary” Luckett
- Gwen Verdon – Bess McCarthy-Selwyn
- Jessica Tandy – Alma Finley
- Elaine Stritch – Ruby Feinberg
- Steve Guttenberg – Jack Bonner
- Tahnee Welch – Kitty
- Courteney Cox – Sara
- Barret Oliver – David, wnuk Bena
- Linda Harrison – Susan, córka Bena
- Brian C. Smith – dr Baron
- Tyrone Power Jr. – Pillsbury
- Mike Nomad – Doc
- Brian Dennehy – Walter
- Herta Ware – Rosie „Rose” Lefkowitz (w wizji Berniego)

## Fabuła
Bohaterowie znani z pierwszej części filmu: Ben, Art, Joe i ich żony, po 5 latach pobytu na planecie Anterea wracają na Ziemię. Przybyli z nimi kosmici chcą jeszcze raz ratować kokony, którym może zagrozić trzęsienie ziemi. Tymczasem jeden z kokonów trafia w ręce naukowców, którzy chcą przeprowadzić na nim badania. Cała grupa zrobi wszystko, aby uratować swego przyjaciela. Nasi bohaterowie stają przed dylematem, czy wrócić na Antereę, gdzie nie ma chorób, a ludzie się nie starzeją, czy też pozostać na Ziemi. U Joego następuje nawrót choroby nowotworowej i tylko powrót z Obcymi może cofnąć chorobę. Jednak, gdy jego żona Alma ulega wypadkowi, Joe postanawia poświęcić swoje życie, by ją ratować. Ben i Mary postanawiają ostateczne zostać, gdy zaczynają rozumieć, że najważniejsza jest rodzina. Art i Bess spodziewają się dziecka. Postanawiają wyjechać, gdyż wiedzą, że na Ziemi nie będą żyć wystarczająco długo, by widzieć, jak ich potomek dorasta.